# Großer Preis der Schweiz 1954

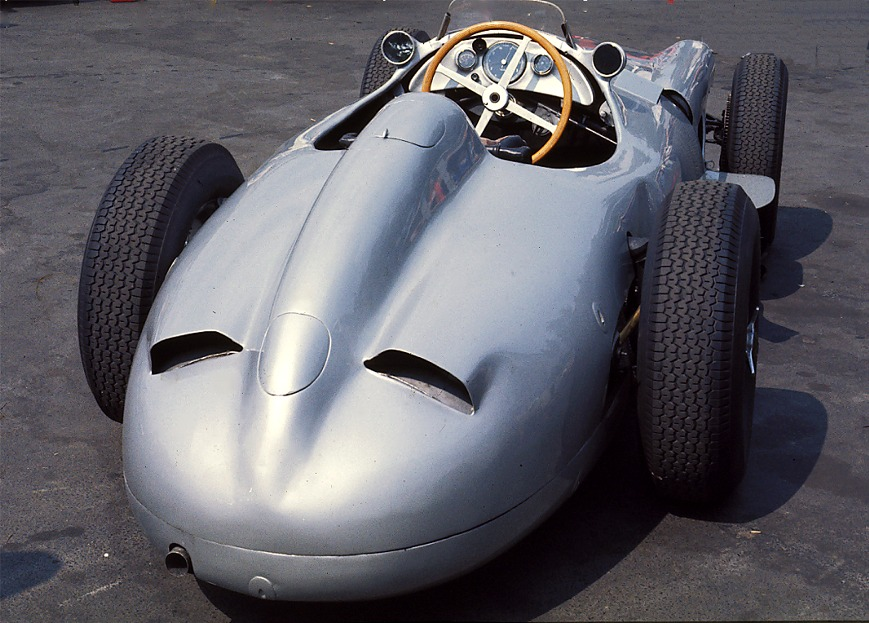
Mercedes-Benz W 196

Der Große Preis der Schweiz 1954 (offiziell XIV Großer Preis der Schweiz) fand am 22. August auf der Bremgarten-Rundstrecke in Bern statt und war das siebte Rennen der Automobil-Weltmeisterschaft 1954.

## Bericht

### Hintergrund
Der Große Preis der Schweiz 1954 war das letzte Rennen auf der Bremgarten-Rundstrecke. Nach der Katastrophe von Le Mans 1955 wurden in der Schweiz als Reaktion alle Rundstreckenrennen gesetzlich verboten, wodurch seitdem keine Formel-1-Rennen in der Schweiz mehr stattfanden. Ein Weltmeisterschaftslauf mit dem Titel Großer Preis der Schweiz wurde dennoch 1982 ausgetragen, allerdings außerhalb des Landes auf dem Circuit de Dijon-Prenois in Frankreich.
Juan Manuel Fangio ging mit einem großen Vorsprung in der Fahrerwertung in das Rennen und konnte mit einem Sieg vorzeitig Weltmeister werden. Als Favoriten für den Sieg zählten die Teams Mercedes mit Fangio und Ferrari mit José Froilán González und Maurice Trintignant, die zu diesem Zeitpunkt in der Fahrerwertung Platz 2 und Platz 3 belegten. Maserati, die nach dem tödlichen Unfall von Onofre Marimón beim Training zum Großen Preis von Deutschland 1954 Stirling Moss verpflichteten, wurden ebenfalls Siegchancen zugerechnet. Außerdem nahm das finanziell geschwächte Gordini-Team am Rennwochenende teil. Die Fahrer Jacques Swaters und Ken Wharton fuhren mit privaten Wagen.
Mercedes setzte in Bern den W 196 mit freistehenden Rädern ein.
Mit Fangio (einmal) trat ein ehemaliger Sieger zu diesem Grand Prix an.

### Training
Das Training, in dem die Startaufstellung ermittelt wurde, war ein spannender Kampf zwischen den beiden Weltmeisterschaftskontrahenten Fangio und González. González im Ferrari war mit einer Zeit von 2:39,5 Minuten zwei zehntel Sekunden schneller als Fangio und erzielte damit die zweite Pole-Position seiner Karriere. Maserati-Neuzugang Moss komplettierte die erste Startreihe, dahinter starteten Fangios Teamkollegen Karl Kling und Hans Herrmann sowie Ferrari-Pilot Mike Hawthorn. Wharton erreichte in seinem privaten Maserati einen Achtungserfolg mit Startplatz acht. In seinem Owen Racing Team entstand später der vor allem in den 1960er-Jahren erfolgreiche BRM-Wagen. Ein weiteres Team, dessen Wagen in der Formel 1 erwartet wurden, war Lancia, deren Autos aber nicht rechtzeitig zum Grand Prix einsatzbereit waren.
Robert Manzon verunglückte im Training und konnte nicht am Rennen teilnehmen. Statt seiner fuhr Umberto Maglioli.

### Rennen
Beim Start konnte Fangio sofort die Führung übernehmen, die er im weiteren Rennverlauf bis zum Ziel behielt. Es folgten Kling, González, Moss, Trintignant und Hawthorn. Kling kam in der zweiten Runde ins Rutschen, kollidierte mit den Strohballen und kam mit zwei Minuten Rückstand als Letzter wieder ins Rennen. Gonzalez hielt das Tempo von Fangio nicht mit und Moss überholte ihn in den ersten Rennrunden. Moss versuchte anschließend Fangio einzuholen, wurde jedoch nach kurzer Zeit von Hawthorn attackiert. Nach einem harten Kampf erlitt der Maserati von Moss einen Motorschaden, der ihn zwang das Rennen in Runde 21 aufzugeben. Damit übernahm Hawthorn Platz zwei, fiel aber später im Rennen ebenfalls mit technischen Problemen an seinem Ferrari aus. Danach lagen die Mercedes-Fahrer Kling und Herrmann auf den Positionen drei und vier, bevor ein Schaden am Nockenwellenantrieb Kling stoppte. Mittlerweile war die Hälfte der Fahrer ausgeschieden und Fangio gewann erneut überlegen ein Rennen; auf den zweitplatzierten González hatte er fast eine ganze Minute Vorsprung und überrundete bis auf ihn das gesamte Feld. Fangios Teamkollege Herrmann wurde Dritter, die weiteren Punkte gingen an Roberto Mieres und Sergio Mantovani, jeweils für Maserati. Wharton bestätigte seine starke Trainingsleistung im privaten Maserati und kam auf Platz sechs ins Ziel. Das Rennen war wie schon beim Grand Prix davor von vielen Defekten geprägt. Besonders enttäuschend lief es für das Gordini-Team, alle drei Fahrer fielen bereits nach elf Runden mit Defekten aus.
Dieser Sieg Fangios sicherte ihm den Weltmeistertitel 1954. Sein Landsmann González erreichte zwar Platz zwei in diesem Rennen, konnte nach dem damaligen Punktesystem und der damit verbundenen Streichresultateregelung in der Fahrerwertung in den verbliebenen zwei Rennen nicht mehr an Fangio vorbeiziehen. Der vorläufige Titelgewinn war der Anfang von Fangios Titelserie, bei der er von 1954 bis 1957 vier Fahrertitel in Folge gewinnen konnte. Mit seiner zweiten Weltmeisterschaft zog er mit Alberto Ascari gleich, dem einzigen Fahrer vor ihm, der dies schaffte. Für Mercedes war es der erste Formel-1-Fahrertitel in ihrem Debütjahr. Dieser Erfolg wurde in der Formel-1-Geschichte bislang außerdem nur von Alfa Romeo erreicht, die 1950 den Fahrertitel mit Giuseppe Farina erreichten. Erst im Jahr 2009 wurde dies nochmals vom Team Brawn GP mit dem Fahrer Jenson Button geschafft.

## Meldeliste
| Team                      | Nr. | Fahrer                | Chassis                               | Motor                | Reifen |
| ------------------------- | --- | --------------------- | ------------------------------------- | -------------------- | ------ |
| Ecurie Francorchamps      | 02  | Jacques Swaters       | Ferrari 500/Ferrari 625F1             | Ferrari 2.5 L4       | E      |
| Daimler-Benz AG           | 04  | Juan Manuel Fangio    | Mercedes-Benz W 196                   | Mercedes-Benz 2.5 L8 | C      |
| Daimler-Benz AG           | 06  | Hans Herrmann         | Mercedes-Benz W 196                   | Mercedes-Benz 2.5 L8 | C      |
| Daimler-Benz AG           | 08  | Karl Kling            | Mercedes-Benz W 196                   | Mercedes-Benz 2.5 L8 | C      |
| Equipe Gordini            | 10  | Jean Behra            | Gordini Type 16                       | Gordini 2.5 L6       | E      |
| Equipe Gordini            | 12  | Clemar Bucci          | Gordini Type 16                       | Gordini 2.5 L6       | E      |
| Equipe Gordini            | 14  | Fred Wacker           | Gordini Type 16                       | Gordini 2.5 L6       | E      |
| Owen Racing Organisation  | 18  | Ken Wharton           | Maserati 250F                         | Maserati 2.5 L6      | D      |
| Scuderia Ferrari          | 20  | José Froilán González | Ferrari 625F1                         | Ferrari 2.5 L4       | P      |
| Scuderia Ferrari          | 22  | Mike Hawthorn         | Ferrari 625F1/Ferrari 555 Supersqualo | Ferrari 2.5 L4       | P      |
| Scuderia Ferrari          | 24  | Umberto Maglioli      | Ferrari 553 Squalo                    | Ferrari 2.5 L4       | P      |
| Scuderia Ferrari          | 24  | Robert Manzon         | Ferrari 553 Squalo                    | Ferrari 2.5 L4       | P      |
| Scuderia Ferrari          | 26  | Maurice Trintignant   | Ferrari 625F1/Ferrari 555 Supersqualo | Ferrari 2.5 L4       | P      |
| Officine Alfieri Maserati | 28  | Sergio Mantovani      | Maserati 250F                         | Maserati 2.5 L6      | P      |
| Officine Alfieri Maserati | 30  | Roberto Mieres        | Maserati 250F                         | Maserati 2.5 L6      | P      |
| Officine Alfieri Maserati | 32  | Stirling Moss         | Maserati 250F                         | Maserati 2.5 L6      | P      |
| Officine Alfieri Maserati | 34  | Harry Schell          | Maserati 250F                         | Maserati 2.5 L6      | P      |

## Klassifikationen

### Startaufstellung
| Pos. | Fahrer                | Konstrukteur | Zeit       | Start |
| ---- | --------------------- | ------------ | ---------- | ----- |
| 01   | José Froilán González | Ferrari      | 2:39,5     | 01    |
| 02   | Juan Manuel Fangio    | Mercedes     | 2:39,7     | 02    |
| 03   | Stirling Moss         | Maserati     | 2:41,4     | 03    |
| 04   | Maurice Trintignant   | Ferrari      | 2:41,7     | 04    |
| 05   | Karl Kling            | Mercedes     | 2:41,9     | 05    |
| 06   | Mike Hawthorn         | Ferrari      | 2:43,2     | 06    |
| 07   | Hans Herrmann         | Mercedes     | 2:45,0     | 07    |
| 08   | Ken Wharton           | Maserati     | 2:46,2     | 08    |
| 09   | Sergio Mantovani      | Maserati     | 2:56,9     | 09    |
| 10   | Clemar Bucci          | Gordini      | 3:04,1     | 10    |
| 11   | Umberto Maglioli      | Ferrari      | 3:08,2     | 11    |
| 12   | Roberto Mieres        | Maserati     | 3:09,3     | 12    |
| 13   | Harry Schell          | Maserati     | 3:12,1     | 13    |
| 14   | Jean Behra            | Gordini      | 3:16,4     | 14    |
| 15   | Fred Wacker           | Gordini      | 3:20,3     | 15    |
| 16   | Jacques Swaters       | Ferrari      | 3:20,4     | 16    |
| 17   | Robert Manzon         | Ferrari      | keine Zeit | –     |

### Rennen
| Pos. | Fahrer                | Konstrukteur | Runden | Stopps | Zeit       | Start | Schnellste Runde |
| ---- | --------------------- | ------------ | ------ | ------ | ---------- | ----- | ---------------- |
| 01   | Juan Manuel Fangio    | Mercedes     | 66     |        | 3:00:34,5  | 02    | 2:39,7 min (34.) |
| 02   | José Froilán González | Ferrari      | 66     |        | + 57,8     | 01    |                  |
| 03   | Hans Herrmann         | Mercedes     | 65     |        | + 1 Runde  | 07    |                  |
| 04   | Roberto Mieres        | Maserati     | 64     |        | + 2 Runden | 12    |                  |
| 05   | Sergio Mantovani      | Maserati     | 64     |        | + 2 Runden | 09    |                  |
| 06   | Ken Wharton           | Maserati     | 64     |        | + 2 Runden | 08    |                  |
| 07   | Umberto Maglioli      | Ferrari      | 62     |        | + 4 Runden | 11    |                  |
| 08   | Jacques Swaters       | Ferrari      | 58     |        | + 8 Runden | 16    |                  |
| –    | Karl Kling            | Mercedes     | 39     |        | DNF        | 05    |                  |
| –    | Maurice Trintignant   | Ferrari      | 34     |        | DNF        | 04    |                  |
| –    | Mike Hawthorn         | Ferrari      | 30     |        | DNF        | 06    |                  |
| –    | Harry Schell          | Maserati     | 24     |        | DNF        | 13    |                  |
| –    | Stirling Moss         | Maserati     | 22     |        | DNF        | 03    |                  |
| –    | Fred Wacker           | Gordini      | 11     |        | DNF        | 15    |                  |
| –    | Jean Behra            | Gordini      | 9      |        | DNF        | 14    |                  |
| –    | Clemar Bucci          | Gordini      | 9      |        | DNF        | 10    |                  |
| DNS  | Robert Manzon         | Ferrari      | 0      | –      | –          | –     | –                |

## WM-Stand nach dem Rennen
Die ersten fünf bekamen 8, 6, 4, 3 bzw. 2 Punkte; einen Punkt gab es für die schnellste Runde. Beim Großen Preis von Großbritannien teilten sich sieben Fahrer die schnellste Runde, sodass jeder 1/7 eines Punktes, also 0,14 Punkte erhielt. Es zählten nur die vier besten Ergebnisse aus acht Rennen.

### Fahrerwertung
| Pos. | Fahrer                  | Konstrukteur        | Punkte     |
| ---- | ----------------------- | ------------------- | ---------- |
| 01   | Juan Manuel Fangio      | Maserati / Mercedes | 42 (45,14) |
| 02   | José Froilán González   | Ferrari             | 23,64      |
| 03   | Maurice Trintignant     | Ferrari             | 15         |
| 04   | Mike Hawthorn           | Ferrari             | 10,64      |
| 05   | Karl Kling              | Mercedes            | 10         |
| 06   | Bill Vukovich           | Kurtis Kraft        | 8          |
| 07   | Giuseppe Farina         | Ferrari             | 6          |
| 08   | Jimmy Bryan             | Kuzma               | 6          |
| 09   | Hans Herrmann           | Mercedes            | 5          |
| 10   | Jack McGrath            | Kurtis Kraft        | 5          |
| 11   | Stirling Moss           | Maserati            | 4,14       |
| 12   | Onofre Marimón †        | Maserati            | 4,14       |
| 13   | Robert Manzon           | Ferrari             | 4          |
| 14   | Sergio Mantovani        | Maserati            | 4          |
| 15   | Roberto Mieres          | Maserati            | 3          |
| 16   | Prinz Bira              | Maserati            | 3          |
| 17   | Élie Bayol              | Gordini             | 2          |
| 18   | André Pilette           | Gordini             | 2          |
| 19   | Mike Nazaruk            | Kurtis Kraft        | 2          |
| 20   | Luigi Villoresi         | Maserati            | 2          |
| 21   | Troy Ruttman            | Kurtis Kraft        | 1,5        |
| 22   | Duane Carter            | Kurtis Kraft        | 1,5        |
| 23   | Jean Behra              | Gordini             | 0,14       |
| 24   | Alberto Ascari          | Maserati            | 0,14       |
| 25   | Emmanuel de Graffenried | Maserati            | 0          |
| 26   | Umberto Maglioli        | Ferrari             | 0          |
| 27   | Piero Taruffi           | Ferrari             | 0          |

| Pos. | Fahrer                | Konstrukteur | Punkte |
| ---- | --------------------- | ------------ | ------ |
| 28   | Ken Wharton           | Maserati     | 0      |
| 29   | Bob Gerard            | Cooper       | 0      |
| 30   | Don Beauman           | Connaught    | 0      |
| 31   | Harry Schell          | Maserati     | 0      |
| 32   | Jacques Swaters       | Ferrari      | 0      |
| 33   | Leslie Marr           | Connaught    | 0      |
| 34   | Leslie Thorne         | Connaught    | 0      |
| 35   | Horace Gould          | Cooper       | 0      |
| 36   | Louis Rosier          | Ferrari      | 0      |
| –    | Roger Loyer           | Gordini      | 0      |
| –    | Jorge Daponte         | Maserati     | 0      |
| –    | Paul Frère            | Gordini      | 0      |
| –    | Roy Salvadori         | Maserati     | 0      |
| –    | Lance Macklin         | HWM          | 0      |
| –    | Georges Berger        | Gordini      | 0      |
| –    | Jacques Pollet        | Gordini      | 0      |
| –    | Bill Whitehouse       | Connaught    | 0      |
| –    | Ron Flockhart         | Maserati     | 0      |
| –    | John Riseley-Prichard | Connaught    | 0      |
| –    | Reg Parnell           | Ferrari      | 0      |
| –    | Clemar Bucci          | Gordini      | 0      |
| –    | Peter Collins         | Vanwall      | 0      |
| –    | Peter Whitehead       | Cooper       | 0      |
| –    | Eric Brandon          | Cooper       | 0      |
| –    | Hermann Lang          | Mercedes     | 0      |
| –    | Theo Helfrich         | Klenk Meteor | 0      |
| –    | Fred Wacker           | Gordini      | 0      |